# اوشتنفلد (رندسبورگ-اکرنفورده)
اوشتنفلد (به آلمانی: Ostenfeld) یک شهر در آلمان است که در رندسبورگ-اکرنفورده واقع شده‌است. اوشتنفلد ۵۴۲ نفر جمعیت دارد.